# Hans Bol

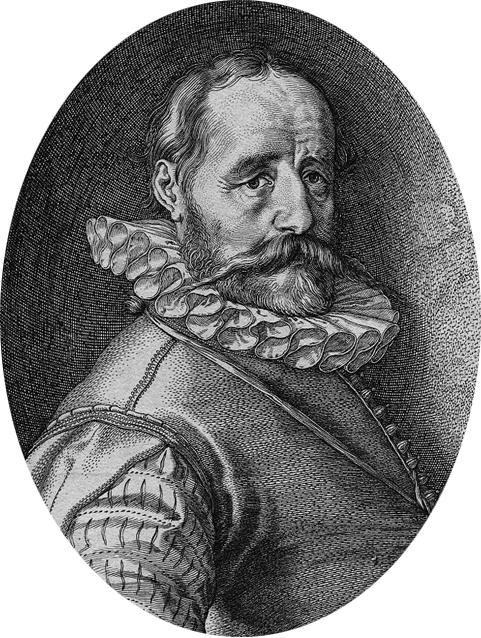
Hans Bol, gestochen von Hendrick Goltzius 1593

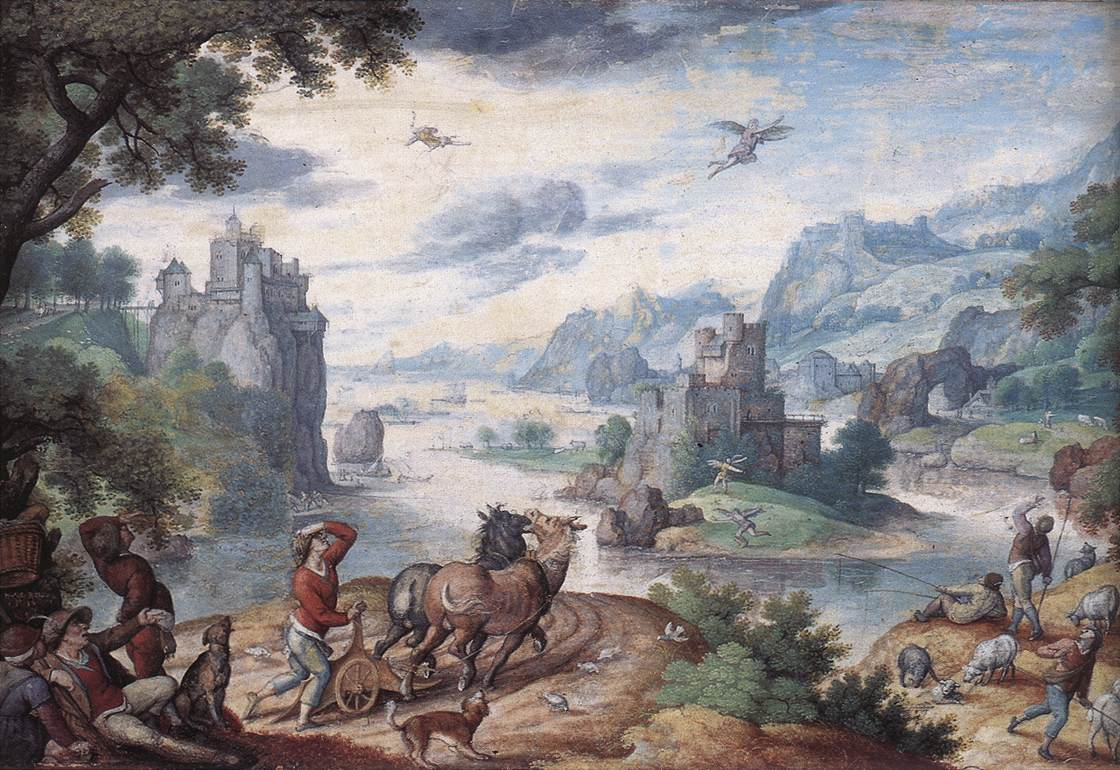
Hans Bol: Landschaft mit dem Fall des Ikarus

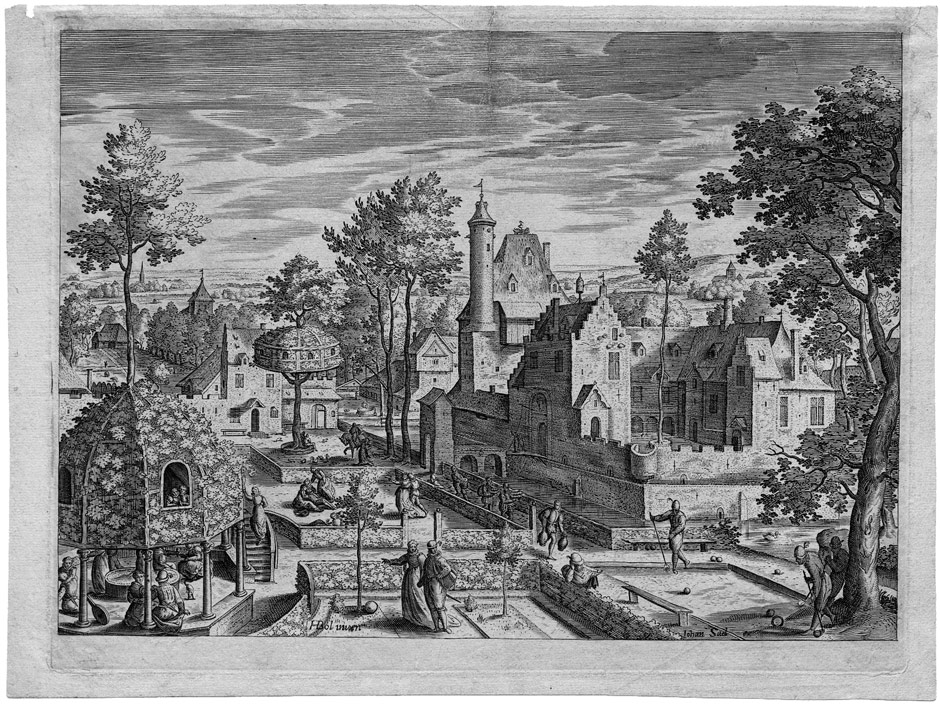
Johan Sadeler: Garten und Schloss mit Edelleuten, Kupferstich nach Hans Bol

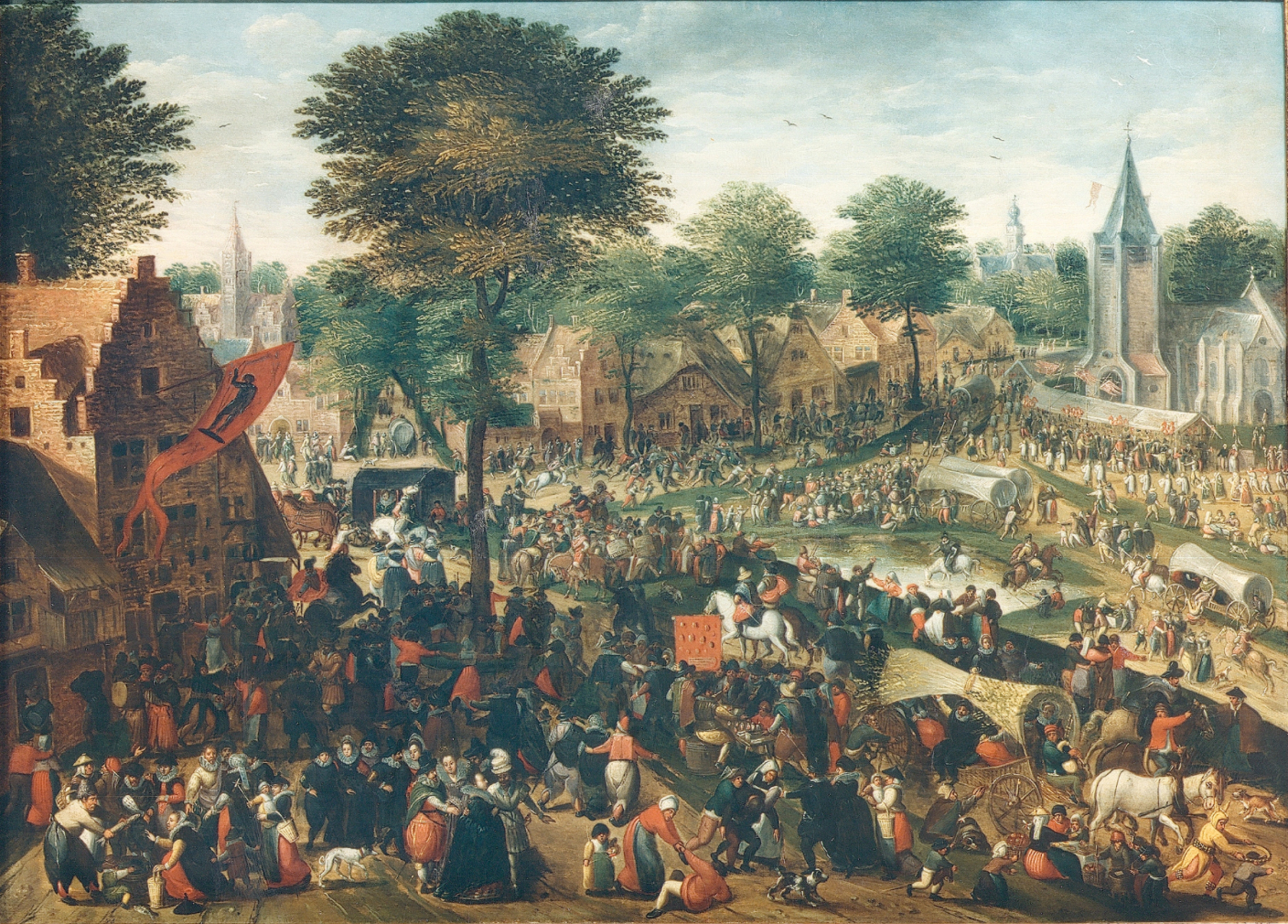
Hans Bol: Bäuerliche Kirmes, 2. Hälfte 16. Jh.

Hans Bol (* 16. Dezember 1534 in Mechelen; † 20. November 1593 in Amsterdam) war ein Zeichner und Maler der niederländischen Hochrenaissance flämischer Herkunft. Seine Werke zeigen häufig frei arrangierte Landschaften seiner Heimat, biblische Themen und Stadtansichten. Viele seiner Motive wurden kopiert oder als Kupferstiche verbreitet.

## Herkunft und Ausbildung
Die Eltern Bols waren Simon Bol und Catharina van der Stock. In den Jahren 1548–1549 eignete er sich die in Mechelen verbreitete Technik der Malerei mit Wasserfarben auf Leinwand an; Lehrer waren seine Onkel Johannes und Jacob Bol. Zwischen etwa 1551 und 1552 lebte Hans Bol in Heidelberg, ab 1553 war er wieder in Mechelen. 1560 wurde er dort Mitglied der Gilde der Maler.

## Künstlerischer Erfolg, zweifache Flucht
Bols Landschaftsbilder in Wasserfarbentechnik waren offenbar gefragt. Der Erfolg fand mit der durch die spanische Invasion (Schreckensherrschaft des Herzogs von Alba) erzwungenen Flucht nach Antwerpen 1572 ein jähes Ende: Bei der Plünderung von Mechelen verlor Bol seine gesamte Habe. Zunächst mittellos beschränkte er sich auf Miniaturmalerei. Doch der Erfolg stellte sich wieder ein, 1574 wurde er Mitglied der Antwerpener Lukasgilde und 1575 Bürger der Stadt. In seinem Antwerpener Atelier beschäftigte er wahrscheinlich auch Mitarbeiter.
Kriegerische Auseinandersetzungen zwangen Bol erneut zu einer Folge von Ortswechseln. 1584 verließ er Antwerpen, lebte zwei Jahre in Dordrecht, dann in Delft. Schließlich siedelte er nach Amsterdam über, wo er 1591 die Bürgerrechte erhielt.

## Tod
Bol starb 1593 und wurde am 30. November in der Oude Kerk in Amsterdam beigesetzt. Er war verheiratet, die Ehe blieb kinderlos. Seine (bekannten) Schüler waren sein Stiefsohn Frans Boels, Jacob Maertensz Savery und Joris Hoefnagel. Auch sein Bruder Jacob Bol sowie dessen Söhne waren Maler.

## Werke (Auswahl)
Von den frühen Arbeiten Bols ist fast nichts erhalten. Er arbeitete außer in Wassertechnik auch in Öl auf Leinwand oder Holz, seine Miniaturen waren meistens Gouachen auf Pergament.
- Landschaft mit dem Fall des Ikarus, Wasserfarben auf Papier
- Bäuerliche Kirmes, Öl auf Leinwand
- Dorffest, Öl auf Holz
- Flämisches Fest (462 × 720 mm; 1559), Stedelijk Prentenkabinet, Antwerpen[1]
- Versöhnung von Jacob und Esau
- Serie von zwölf Monatsbildern
- Serie von Landschaften (1562)
- Serie von Stadtansichten, so von Antwerpen
- Gebetbuch für den Herzog von Anjou (1582), Illustration eines Manuskripts
- Geschichte von Abraham, sechs runde Kupferstiche (um 1574)
- Gänsefangen-Spiel, Kupferstich

Viele Motive wurden nachgestochen, so von Philipp Galle, Hieronymus Cock, Matthäus Merian, Hieronymus Wierix und anderen.